# Дед-Пойнт 5
Дед-Пойнт 5 (англ. Dead Point 5) — індіанська резервація в Канаді, у провінції Британська Колумбія, у межах регіонального округу Маунт-Веддінґтон.

## Населення
За даними перепису 2016 року, індіанська резервація нараховувала 10 осіб. Середня густина населення становила 23,9 осіб/км².

## Клімат
Середня річна температура становить 8,8°C, середня максимальна – 16,8°C, а середня мінімальна – 0,5°C. Середня річна кількість опадів – 2 069 мм.
| Клімат поселення                              | Клімат поселення | Клімат поселення | Клімат поселення | Клімат поселення | Клімат поселення | Клімат поселення | Клімат поселення | Клімат поселення | Клімат поселення | Клімат поселення | Клімат поселення | Клімат поселення | Клімат поселення |
| Показник                                      | Січ.             | Лют.             | Бер.             | Квіт.            | Трав.            | Черв.            | Лип.             | Серп.            | Вер.             | Жовт.            | Лист.            | Груд.            |                  |
| Середній максимум, °C                         | 7,12             | 7,96             | 9,05             | 11,03            | 13,63            | 15,94            | 16,13            | 16,82            | 15,19            | 11,58            | 7,96             | 6,03             |                  |
| Середня температура, °C                       | 3,78             | 4,65             | 5,75             | 7,69             | 10,33            | 12,61            | 14,02            | 14,71            | 13,07            | 9,47             | 5,85             | 3,92             |                  |
| Середній мінімум, °C                          | 0,48             | 1,31             | 2,43             | 4,39             | 6,99             | 9,29             | 11,89            | 12,57            | 10,95            | 7,36             | 3,75             | 1,82             |                  |
| Норма опадів, мм                              | 284              | 184              | 162              | 124              | 89               | 86               | 63               | 88               | 113              | 273              | 322              | 281              |                  |
| Середньомісячна швидкість вітру, м/с          | 4.40             | 4.10             | 3.90             | 3.70             | 3.50             | 3.40             | 3.30             | 3.10             | 3.00             | 3.60             | 4.30             | 4.29             |                  |
| Середньомісячна сонячна радіація, кДж/м²·день | 2744             | 5374             | 9461             | 14149            | 18044            | 19102            | 19366            | 16455            | 11917            | 6452             | 3173             | 2151             |                  |
| --------------------------------------------- | ---------------- | ---------------- | ---------------- | ---------------- | ---------------- | ---------------- | ---------------- | ---------------- | ---------------- | ---------------- | ---------------- | ---------------- | ---------------- |
| Джерело:                                      |                  |                  |                  |                  |                  |                  |                  |                  |                  |                  |                  |                  |                  |